# Корчине
Ко́рчине — село в Україні, в Ольшанській селищній громаді Миколаївського району Миколаївської області. Населення становить 58 осіб.

## Історія
Перші офіційні згадки про населений пункт, який знаходився на території сучасного села, знайдені на польській карті, котру склав відомий італійський картограф Джованні Антоніо Ріцці Дзанноні у 1767 році. На той час ця територія належала Османській Імперії. На ній ми можемо бачити поселення ногайських татар Алі-Сарай.